# BYD Sealion 7
El BYD Sealion 7 (chino: 比亚迪海狮07 EV; pinyin: Bǐyǎdí Hǎishī 07 EV) es un SUV crossover mediano eléctrico de batería fabricado por BYD Auto desde 2024. Es el primer vehículo de la familia de SUV «Sealion» (海狮; Hǎishī) bajo la línea de productos «Ocean Series». El modelo se vende en China como BYD Sealion 07 EV.

## Información general

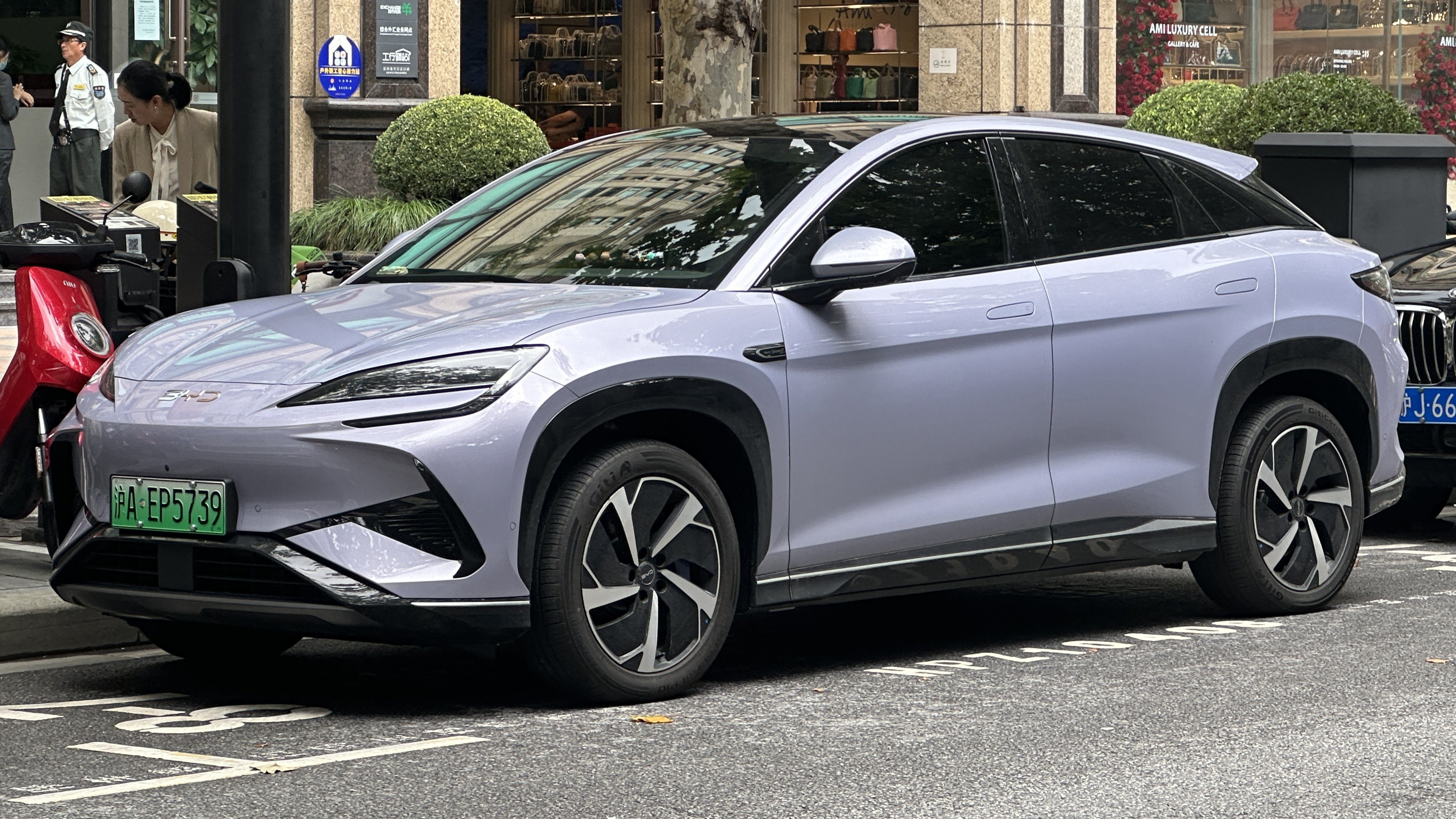
En China

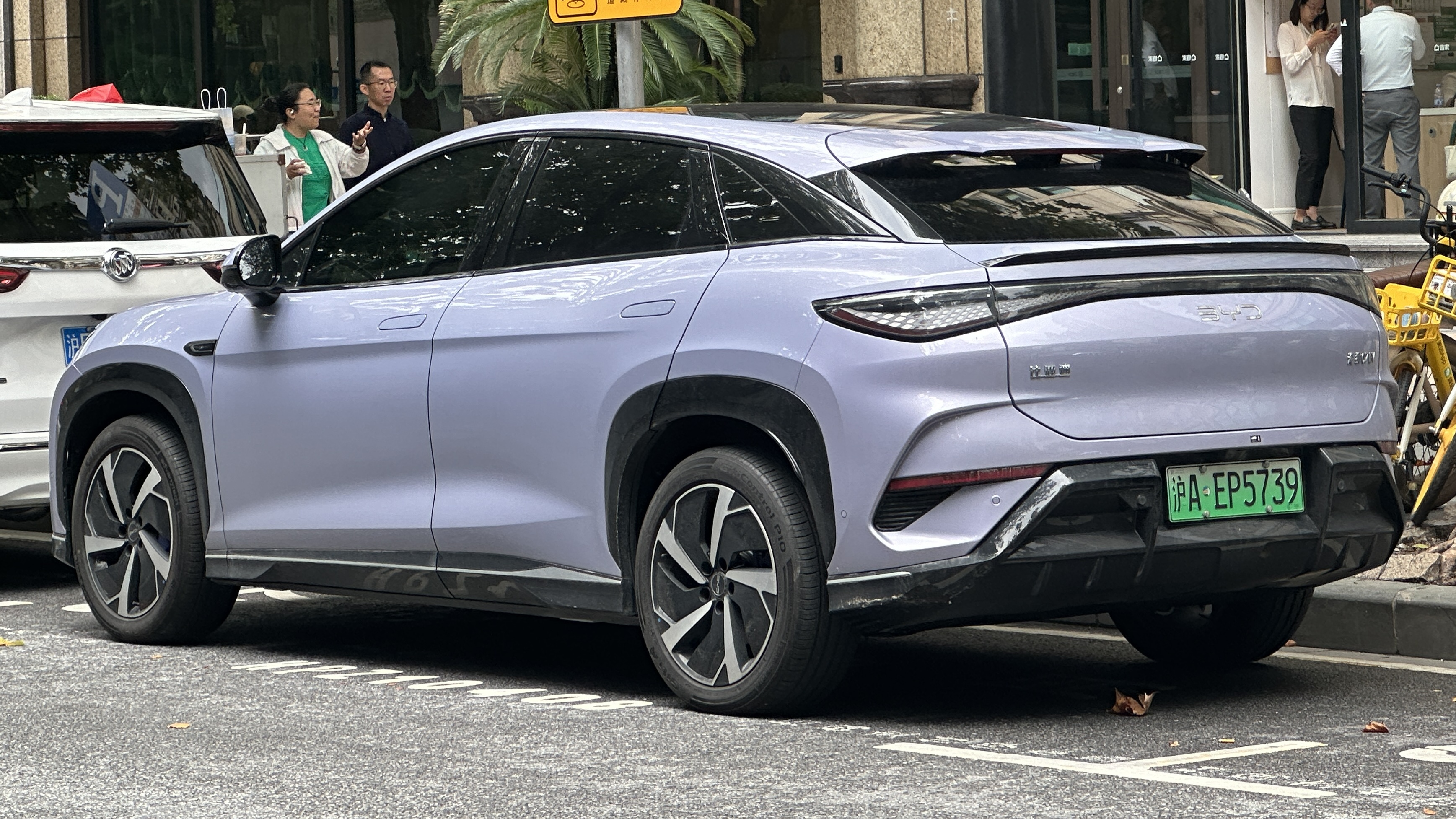
Vista trasera

El Sealion 7 se presentó por primera vez el 17 de noviembre de 2023 en el Salón del Automóvil de Guangzhou de 2023. Se lanzó en el Salón del Automóvil de Pekín de 2024 en abril de 2024 y salió a la venta al mes siguiente. Se desarrolló y comparó con el Tesla Model Y como principal competidor de referencia. Salió a la venta por primera vez fuera de China continental en Hong Kong como BYD Sealion 7.
El Sealion 7 del mercado chino se basa en la e-Platform 3.0 Evo, una evolución de la e-Platform 3.0 anterior. Entre los cambios notables se incluye un sistema de propulsión eléctrica 12 en 1, que mejora la integración respecto al 8 en 1 de la e-Platform 3.0. También admite motores eléctricos que giran hasta 23.000 rpm, más que cualquier otro motor jamás producido por BYD. Al igual que el BYD Seal, el Sealion 07 EV utiliza la tecnología cell-to-body (CTB) de BYD.
El Sealion 07 EV incorpora el nuevo sistema de control inteligente de la carrocería DiSus-C de BYD, una suspensión adaptativa que detecta el estado de la carretera y ajusta de forma reactiva la rigidez de los amortiguadores de las ruedas. Es el primer vehículo BYD equipado con el sistema avanzado de asistencia al conductor DiPilot 100 (apodado «Ojo de Dios») (sólo equipado para el mercado chino), que, según se informa, está integrado por 12 sensores ultrasónicos, 5 radares de onda milimétrica y 11 cámaras omniview. 10] También cuenta con tapicería de cuero Napa, cargador inalámbrico de 50 W y una pantalla AR-HUD de 50 pulgadas, siendo el techo corredizo electrocrómico una característica opcional.

## Tren de potencia
Fuera de China:
| Type         | Batería                     | Diseño | Motor eléctrico | Motor eléctrico | Potencia                | Torque                            | 0–100 km/h (claimed) | Rango o autonomía (claimed) | Rango o autonomía (claimed) | Año natural  |
| Type         | Batería                     | Diseño | Motor eléctrico | Motor eléctrico | Potencia                | Torque                            | 0–100 km/h (claimed) | NEDC                        | WLTP                        | Año natural  |
| ------------ | --------------------------- | ------ | --------------- | --------------- | ----------------------- | --------------------------------- | -------------------- | --------------------------- | --------------------------- | ------------ |
| RWD          | 82.56 kWh LFP Blade battery | RWD    | Rear            | TZ200XYT PMSM   | 230 kW (308 HP; 313 CV) | 380 N·m (38,7 kg·m; 280,3 lb·pie) | 6.7 seconds          | 567 km (352 mi)             | 482 km (300 mi)             | 2024–present |
| AWD          | 82.56 kWh LFP Blade battery | AWD    | Front           | YS210XYA PMSM   | 160 kW (215 HP; 218 CV) | 310 N·m (31,6 kg·m; 228,6 lb·pie) | 4.5 seconds          | 542 km (337 mi)             | 456 km (283 mi)             | 2024–present |
| AWD          | 82.56 kWh LFP Blade battery | AWD    | Rear            | TZ200XYT PMSM   | 230 kW (308 HP; 313 CV) | 380 N·m (38,7 kg·m; 280,3 lb·pie) | 4.5 seconds          | 542 km (337 mi)             | 456 km (283 mi)             | 2024–present |
| AWD          | 82.56 kWh LFP Blade battery | AWD    | Combined:       | Combined:       | 390 kW (523 HP; 530 CV) | 690 N·m (70,4 kg·m; 508,9 lb·pie) | 4.5 seconds          | 542 km (337 mi)             | 456 km (283 mi)             | 2024–present |
| AWD (Europe) | 91.3 kWh LFP Blade battery  | AWD    | Front           | YS210XYA PMSM   | 160 kW (215 HP; 218 CV) | 310 N·m (31,6 kg·m; 228,6 lb·pie) | 4.5 seconds          | N/A                         | 502 km (312 mi)             | 2024–present |
| AWD (Europe) | 91.3 kWh LFP Blade battery  | AWD    | Rear            | TZ200XYT PMSM   | 230 kW (308 HP; 313 CV) | 380 N·m (38,7 kg·m; 280,3 lb·pie) | 4.5 seconds          | N/A                         | 502 km (312 mi)             | 2024–present |
| AWD (Europe) | 91.3 kWh LFP Blade battery  | AWD    | Combined:       | Combined:       | 390 kW (523 HP; 530 CV) | 690 N·m (70,4 kg·m; 508,9 lb·pie) | 4.5 seconds          | N/A                         | 502 km (312 mi)             | 2024–present |
| References:  |                             |        |                 |                 |                         |                                   |                      |                             |                             |              |